# Kopa nad Białym
Kopa nad Białym (1034 m) – niewielkie reglowe wzniesienie u wylotu Doliny Białego w polskich Tatrach Zachodnich. Wzniesienie znajduje się w dolnej części grzbietu Spaleniec oddzielającego Dolinę Białego od doliny Spadowiec. Południowe stoki opadają do Drogi pod Reglami, pod którą znajduje się w tym miejscu polanka.
Kopa nad Białym (podawana jest też nazwa Kopa nad Białem) jest całkowicie zalesiona. W jej wschodnich stokach, od strony Doliny Białego znajduje się turniczka zwana Kazalnicą. Obok niej prowadzi ścieżka obchodząca dolną część Doliny Białego. Dawniej była to jedyna droga umożliwiająca dostęp w wyższe partie Doliny Białego, gdyż przejście, zwłaszcza z bydłem, przez wąwóz zwany Kotłami było niemożliwe. Ścieżką tą pędzono stada na wypas na Halę Białe. Obecną drogę wiodącą dnem Doliny Białego wykonano w 1905 r. Dawna ścieżka jest turystycznie niedostępna, a cały ten rejon znajduje się na obszarze ochrony ścisłej Regle Zakopiańskie.